# Minibiotus orthofasciatus
Espèce
Minibiotus orthofasciatus est une espèce de tardigrades de la famille des Macrobiotidae.

## Distribution
Cette espèce est endémique du Portugal.

## Publication originale
- Fontoura, Pilato, Lisi & Morais, 2009 : Tardigrades from Portugal: four new records and description of two new species. Zootaxa, no 2030, p. 21-38.